# Høstemark Skov
Høstemark Skov är en skog i Danmark. Den ligger i Region Nordjylland, i den norra delen av landet. Kring skogen förekommer jordbruksmark och på södra sidan träskmarker.